# Pseuderesia nigeriana
Pseuderesia nigeriana är en fjärilsart som beskrevs av Henry Stempffer 1962. Pseuderesia nigeriana ingår i släktet Pseuderesia och familjen juvelvingar. Inga underarter finns listade i Catalogue of Life.